# 835 Olivia
835 Olivia è un asteroide della fascia principale del diametro medio di circa 35,65 km. Scoperto nel 1916, presenta un'orbita caratterizzata da un semiasse maggiore pari a 3,2214700 UA e da un'eccentricità di 0,0916423, inclinata di 3,70403° rispetto all'eclittica.
L'origine del suo nome è sconosciuta.